# روبرت دبليو. جنسن
روبرت دبليو. جنسن (بالإنجليزية: Robert W. Jensen)‏ هو فنان أمريكي، ولد في 1929 في فريسنو في الولايات المتحدة، وتوفي في 21 سبتمبر 2018 في ويست هوليوود في الولايات المتحدة.